# Enhancer (Genetik)
Enhancer (engl. enhance "verstärken", dt. selten auch Transkriptionsverstärker genannt) sind Abschnitte mit für jeden Enhancer charakteristischer Basenabfolge in der eukaryotischen DNA, die wie auch die Silencer, zu den cis-Elementen gehören. Enhancer setzen sich aus Bindungsstellen für Transkriptionsfaktoren zusammen und können dadurch zellspezifisch wirken. Sie beeinflussen die Anlagerung des Transkriptionskomplexes an den Promotor und verstärken somit die Transkriptionsaktivität eines Gens. Entscheidend für diese Transkriptionsverstärkung ist die räumliche Orientierung des Enhancers zum Promoter (Enhancer-Promoter-Wechselwirkung). Der typische Enhancer mit einer mittleren Länge von 800 bp kann bis zu mehrere tausend Basen vor (upstream) oder hinter (downstream) dem Promoter liegen und trotzdem durch die Ausbildung von DNA-Schlaufen (loops) in die räumliche Nähe der Promotersequenz gebracht werden. An der Ausbildung dieser Strukturen sind ebenfalls die Histone beteiligt. Die DNA-Strukturmerkmale, die an der Steuerung der Transkription beteiligt sind, sind komplex und vielfältig. In Zellen, in denen sie aktiv sind, liegen sie in einer offenen, DNAse-sensitiven Struktur vor und weisen häufig weitere charakteristische epigenetische Merkmale, wie eine Methylierung des Lysin-4 und eine Acetylierung des Lysin-27 im Histon 3 (H3K4me1, H3K27ac), auf.
Ein gut untersuchtes Beispiel für die Enhancer-Wirkung ist der alpha-Globin-Genlocus. Weitere Beispiele sind das DNA-Rearrangement in einigen Tumorzellen oder beim Ig-Klassenwechsel der B-Lymphozyten. Hier werden enzymatisch DNA-Abschnitte aus der DNA entfernt. Auf diese Weise 'rückt' der Enhancer in die räumliche Nähe des Promoters. Die Folge ist eine verstärkte Gentranskription eines Onkogens (im Falle der Tumorzellen) oder die Produktion von IgG (im Falle der Plasmazellen).
Enhancer sind damit wichtige Elemente zur Regulation der Genexpression.

## Geschichte
1981 wurde zum ersten Mal ein Enhancer beschrieben. Er stammt aus dem Polyomavirus SV40 und enthält zwei identische, 72 bp lange Abschnitte, die 72-Wiederholungssequenzen (72-bp repeat) heißen. Jeder der beiden Abschnitte hat für sich allein bereits eine schwach verstärkende Wirkung auf den Promoter, gemeinsam verstärken sie die Aktivität um ein Vielfaches. Zu den Erstentdeckern zählen Walter Schaffner und Peter Gruss.